# Ельжбета Херезінська
Ельжбета Херезінська (пол. Elżbieta Cherezińska, 9 жовтня 1972, Піла) — польська письменниця, авторка історичних творів та фантастка.

## Біографія
Ельжбета Херезінська народилась у Пілі. Закінчила факультет театрознавства Театральної академії імені Александра Зельверовича. У літературі дебютувала у 2005 році, коли вийшла друком написана у співавторстві з Шевахом Вайсом книга «З одної сторони, з другої сторони» (пол. Z jednej strony, z drugiej strony), яка є літературною біографією Вайса — колишнього посла Ізраїлю в Польщі та голови Кнесету. У 2008 році у видавництві «Zysk i S-ka» вийшла друком друга книга Херезінської «Я була секретаркою Румковського. Щоденники Етки Даум» (пол. Byłam sekretarką Rumkowskiego. Dzienniki Etki Daum), яка написана на основі щоденників колишньої секретарки керівника єврейської громади Лодзі до Другої світової війни та під час німецької окупації Хаїма Румковського, в якій описуються також життя в Лодзинському гето.
У 2009 році вийшов друком перший роман із історичного циклу «Північна дорога» (пол. Północna droga) «Сага Сігрун» (пол. Saga Sigrun), у якому з елементами фентезі розповідається про історію Скандинавії Х—ХІ століть. Наступного року вийшла друком друга книжка циклу «Мене звати Галдерд» (пол. Ja jestem Halderd). У 2011 році вийшла третя книга циклу «Пристрасть за Ейнаром» (пол. Pasja według Einara), а в 2012 році вийшла завершальна книга циклу «Три молоді пісні» (пол. Trzy młode pieśni).
У 2010 році вийшов друком історичний роман письменниці «Гра в кості» (пол. Gra w kości), в якому описується історія Польщі часів кінця І — початку ІІ тисячоліття. У 2013 році вийшов друком історичний роман письменниці «Легіон» (пол. Legion), у якому описуються події часів ІІ світової війни. У 2015 році вийшов друком інший історично-фентезійний роман Херезінської «Турнір тіні» (пол. Turniej cieni).
У 2012 році вийшов друком перший роман з фентезійно-історичного циклу творів Херезінської «Відроджене королівство» (пол. Odrodzone królestwo) під назвою «Корона снігу і крові» (пол. Korona śniegu i krwi). У 2014 році вийшов друком другий роман циклу «Невидима корона» (пол. Niewidzialna korona). У 2017 році вийшов друком третій роман циклу «Палаюча корона» (пол. Płomienna korona). У 2019 році вийшов друком четвертий роман циклу «Військова корона» (пол. Wojenna korona). У 2020 році вийшов друком п'ятий роман циклу «Відроджене королівство» (пол. Odrodzone królestwo).

## Премії та нагороди
У 2018 році Ельжбета Херезінська отримала щорічну премію міністерства культури та національної спадщини Польщі в галузі літератури.

### Цикл «Північна дорога»
- Сага Сігрун (пол. Saga Sigrun, 2009)
- Мене звати Галдерд (пол. Ja jestem Halderd, 2010)
- Пристрасть за Ейнаром (пол. Pasja według Einara, 2011)
- Три молоді пісні (пол. Trzy młode pieśni, 2012)

### Цикл «Відроджене королівство»
- Корона снігу і крові (пол. Korona śniegu i krwi, 2012)
- Невидима корона (пол. Niewidzialna korona, 2014)
- Палаюча корона (пол. Płomienna korona, 2017)
- Військова корона (пол. Wojenna korona, 2019)
- Відроджене королівство (пол. Odrodzone królestwo, 2020)

### Інші твори
- З одної сторони, з другої сторони (пол. Z jednej strony, z drugiej strony, 2005)
- Я була секретаркою Румковського. Щоденники Етки Даум (пол. Byłam sekretarką Rumkowskiego. Dzienniki Etki Daum, 2008)
- Гра в кості (пол. Gra w kości, 2010)
- Легіон (пол. Legion, 2013)
- Турнір тіні (пол. Turniej cieni)